# Parenggan
Parenggan is een bestuurslaag in het regentschap Pati van de provincie Midden-Java, Indonesië. Parenggan telt 2142 inwoners (volkstelling 2010).